# Stewart Island
Stewart Island (Maori: Rakiura , oprindeligt Te Punga o Te Waka a Maui ) er med sine 1.570 km2  New Zealands tredjestørste ø – efter Sydøen og Nordøen. Den ligger 30 kilometer syd for Sydøen og er skilt fra denne af Foveauxstrædet. Øen har en kystlinje på 700 km og har en længde på 64 km og en bredde på op til 40 km.
Der har boet mennesker på øen siden 1300-tallet. Der er ca. 450 indbyggere på øen, hvoraf de fleste, under 400, bor fast i Oban. Der bor dog flere mennesker om sommeren, da over halvdelen af boligerne er sommerhuse. Der er til tider flere turister end lokale.

## Historie og navngivning
Det oprindelige Maori navn for øen er "Te Punga o Te Waka en Maui", som oversat til engelsk betyder "The Anchor Stone of Maui's Canoe" (Ankerstenen af Mauiernes kano).
I dag kalder Maoriene typisk øen Rakiura, som betyder glødende sky. En forklaring kan være, at det kan skyldes at Aurora australis, Sydlyset ofte kan ses fra øen. 
Captain Cook var den første fra Europa til at opdage øen i 1770, men han troede, det var en del af Sydøen så opkaldt den derfor "South Cape". Øens engelske navn, Stewart Island, kommer efter William Stewart, der kortlagde øens sydlige kyst i begyndelse af 1800-tallet. Han var ankommet til øen fra Port Jackson i Australien med skibet "Pegasus", som en havn på øen nu er opkaldt efter.
I 1841 blev øen etableret som en af de tre provinser i New Zealand, og blev opkaldt New Leinster. Men provinsen eksisterede kun på papiret og blev ophævet efter kun fem år, og med vedtagelsen af "The New Zealand Constitution Act 1846" blev provinsen en del af New Munster, som inkluderede Sydøen. [8] Da New Munster blev afskaffet i 1853, blev Stewart Island del af Otago-provinsen indtil 1861, da Southland provinsen blev delt fra Otago. I 1876 blev provinserne afskaffet helt.

## Bebyggelse
Den eneste by på Stewart Island er Oban, beliggende i Halfmoon Bay.
En tidligere bebyggelse, Port Pegasus, der engang havde flere butikker og et postkontor, var placeret på den sydlige kyst af øen. Den er nu ubeboet, og er kun tilgængelige med båd eller ved en vanskelig vandretur gennem øen. Et andet sted, hvor der tidligere bar været bebyggelse er i Port William, en fire timers tur rundt nordkysten fra Oban, hvor indvandrere fra Shetlandsøerne bosatte sig i begyndelsen af 1870'erne. Det mislykkedes, og bosætterne rejste inden for et til to år.
I årtier har elforsyningen på Stewart Island / Rakiura kommet fra diesel-generatorer, og som en konsekvens af dette, er elektricitet omkring tre gange dyrere end på Sydøen.